# Wampanoagowie

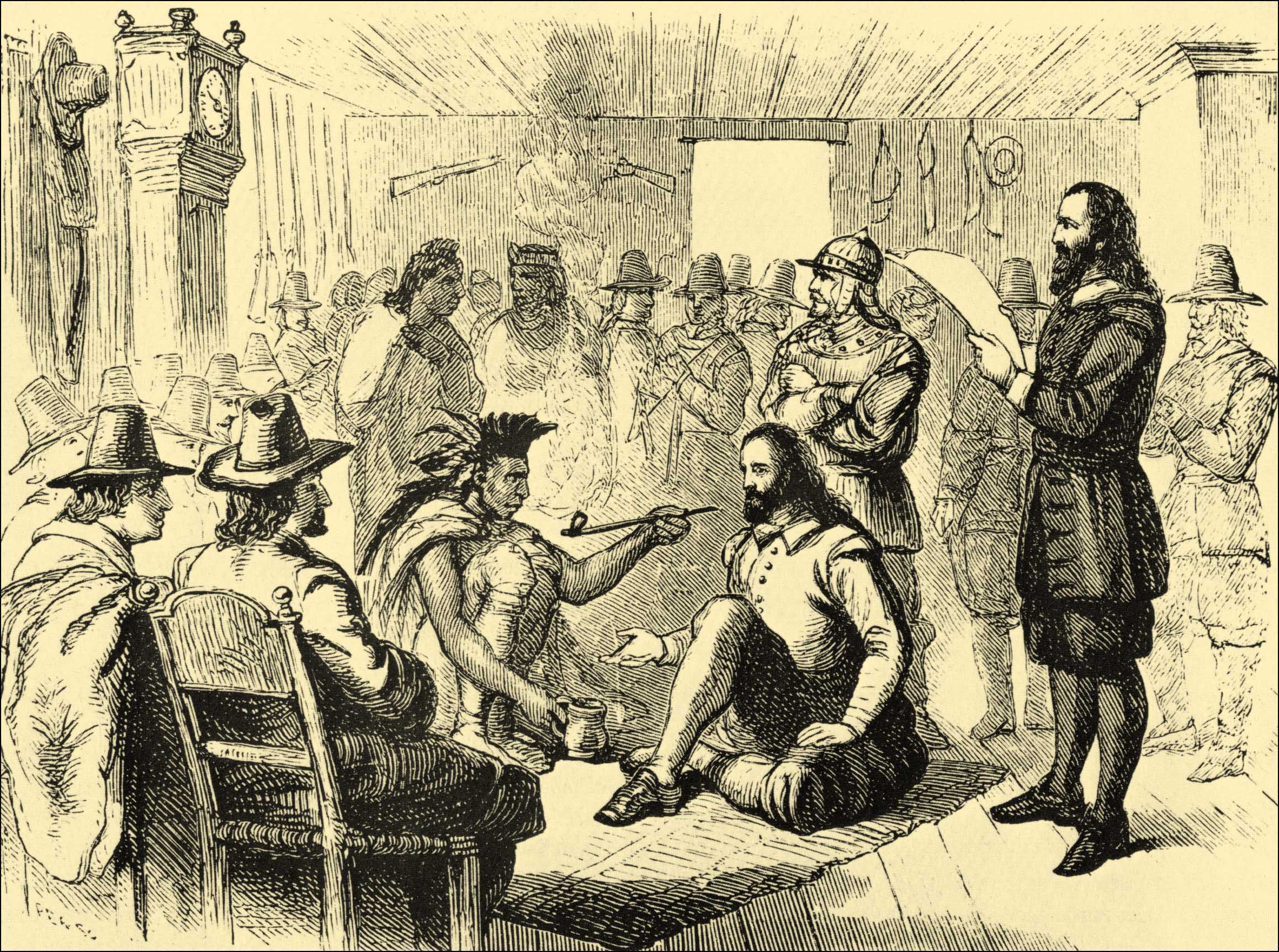
Rycina przedstawiająca wypalenie fajki pokoju przez wodza plemienia Wampanoagów Massasoita i gubernatora Johna Carvera

Wampanoagowie – plemię Indian północnoamerykańskich o rodowodzie algonkińskim zamieszkujące pierwotnie Nową Anglię (Rhode Island i południe Massachusetts). Zwano ich „ludźmi świtu”, ponieważ mieszkali na wschodzie.
Byli rolnikami i rybakami; uprawiali kukurydzę, dynię i rośliny strączkowe. Wiosną mieszkańcy wiosek położonych w oddaleniu od brzegu przenosili się nad samą wodę, by łowić i polować na walenie. W swych stałych kwaterach mieszkali w domostwach zbudowanych z mat rozpiętych na drewnianym szkielecie; gdy udawali się na wiosenne łowiska, zabierali tylko maty. Zimą i jesienią zapuszczali się w głąb lądu, by polować na zwierzynę płową i drapieżniki (niedźwiedzie, wilki, szopy). W tym okresie łowili też ryby – wybijając w lodzie przeręble.

## Liczebność
Według danych US Census Bureau podczas spisu powszechnego w 2000 r. 2336 obywateli USA zadeklarowało, że ma pochodzenie wyłącznie Wampanoag, zaś 4594 oświadczyło, że ma pochodzenie wyłącznie lub między innymi Wampanoag.